# Lucius Aelius Lamia (préteur)
Lucius Aelius Lamia (fl. 58 av. J.-C.-42 av. J.-C.) est un homme politique de la fin de la République romaine.

## Vie
Fils de Lucius Aelius Lamia.
Il est relegatus en 58 av. J.-C., iudex en 54 av. J.-C., édile en 45 av. J.-C. et préteur en 42 av. J.-C..
Il est le père de Lucius Aelius Lamia.